# Sverker Janson
Sverker Janson, född 2 december 1908 i Göteborg, död 5 november 2005 i Oscars församling i Stockholm, var en svensk arkeolog och museiman.
Sverker Janson var son till kontraktsprosten Robert Janson och Maja Svensson. Efter studentexamen i Göteborg 1930 studerade han vid Uppsala universitet och blev filosofie kandidat 1935 och filosofie licentiat där 1939. Åren 1930–1938 deltog Janson i olika arkeologiska arbeten för Göteborgs museum, blev 1939 blev amanuens vid Statens historiska museum och 1945 extraordinarie antikvarie vid Riksantikvarieämbetets fornminnesavdelning. Janson företog omfattande undersökningar, särskilt i Bohuslän och Lappland, och publicerade arkeologiska arbeten främst om nordisk stenålder. Han tog verksam del i musealt organisationsarbete och medverkade bland annat vid bildandet av föreningen Sveriges yngre museimän.
[uppföljning saknas] Janson är begravd på Östra kyrkogården i Göteborg.